# Alicia Vikander
Alicia Amanda Vikander (Göteborg, 3 oktober 1988) is een Zweedse actrice. Ze ontving een Oscar voor haar rol in The Danish Girl. Verder is ze bekend door haar rollen in Jason Bourne, Tomb Raider, En kongelig affære en Ex Machina.

## Biografie
Vikander werd in 1988 geboren in Göteborg en groeide op met gescheiden ouders. Ze is de dochter van actrice Maria Fahl Vikander en psychiater Svante Vikander. Ze heeft vijf broers en zussen.
Al vanaf haar zevende acteerde ze in toneelstukken en musicals zoals Kristina från Duvemåla, The Sound of Music en Les Misérables en in de tv-talentenjacht Småstjärnorna. Vanaf haar negende richtte ze zich meer op ballet (als prima ballerina) en volgde opleidingen op verschillende plaatsen, o.a. aan de School of American Ballet in New York.
Ze acteerde in Zweedse korte films en televisieseries en verwierf erkenning in Noord-Europa door haar rol als Josefin Björn-Tegebrandt in het televisiedrama Andra Avenyn (2008–2010). 
Haar bekendheid nam toe met de hoofdrol in de film Till det som är vackert (Engelse titel: Pure). Met deze rol won ze een Guldbagge, een Zweedse filmprijs. Op de Berlinale in 2011 ontving ze de Shooting Stars Award.
In 2012 speelde ze naast Mads Mikkelsen in de Deense film En kongelig affære. Speciaal voor haar rol in deze film leerde ze Deens. In datzelfde jaar kreeg ze een bijrol in Anna Karenina, naast Jude Law en Keira Knightley.
Hierna speelde ze vooral in Engelstalige films, zoals Seventh Son (2014), Ex Machina (2015) en The Danish Girl (2015). In Ex Machina speelde ze een vrouwelijke robot, een rol waarvoor ze een nominatie ontving voor de Golden Globe Award for Best Supporting Actress – Motion Picture. Voor haar rol in The Danish Girl won ze in 2016 een Oscar voor beste vrouwelijke bijrol. In 2017 was Alicia Vikander te zien zijn in een van de vrouwelijke hoofdrollen van de film Tulip Fever, van filmregisseur Justin Chadwick, samen met Dane DeHaan en Christoph Waltz. In 2018 speelde ze de rol van Lara Croft in de nieuwe Tomb Raider.

## Privé
Op 14 oktober 2017 trouwde ze met mede-acteur Michael Fassbender met wie ze samen de hoofdrol speelde in The Light Between Oceans uit 2016. Het stel heeft samen twee kinderen.
Vikander heeft zich andermaal uitgesproken als feminist en tegen genderongelijkheid in de filmindustrie. Zo stelde ze dat vrouwen te lang, te veel in ondersteunende rollen hebben gespeeld en te weinig in hoofdrollen en graag wil aantonen dat een film gedragen kan worden door een vrouw in de hoofdrol. In 2017 was zij een van de 584 vrouwen die in een open brief de Zweedse film- en theaterindustrie opriep om in actie te komen tegen seksuele intimidatie waarna het Zweeds Filminstituut maatregelen aankondigde.